# Ischnocoelia gregoryensis
Ischnocoelia gregoryensis är en stekelart som beskrevs av Borsato 2003. Ischnocoelia gregoryensis ingår i släktet Ischnocoelia och familjen Eumenidae. Inga underarter finns listade i Catalogue of Life.